# Строително инженерство
Строителното инженерство е една от професионалните дисциплини на инженерството, чиято основна цел е проектирането, изпълнението, надзора и поддържането на сгради и съоръжения така, че те да отговарят на изискването за нормално експлоатиране на съответната сграда или съоръжение. Основните принципи, които се използват в строителното инженерство, включват познания в областта на строителните материали, висша математика, строителна механика, сградостроителство, сеизмично инженерство, земна механика (геомеханика), механика на флуидите и други специфични конструктивни дисциплини. В зависимост от специализацията строителното инженерство се разделя на няколко основни клона:
- Конструктивно инженерство;
- Строителство на пътища и ЖП линии;
- Водоснабдяване и Канализация;
- Хидротехническо инженерство.
Всеки клон се занимава с отделни видове съоръжения и сгради. Основен обект на конструктивното инженерство е проектирането, оразмеряването и конструирането на носещата конструкция на сградите и съоръженията.
От функционална гледна точка, сградите се делят на:
- Жилищни – еднофамилни къщи, жилищни блокове и кооперации, хотели, мотели;
- Обществени – административни, учебни, здравни, сгради за развлечение и спорт, сгради за търговска дейност;
- Промишлени сгради – заводи, фабрики, цехове и т.н. обслужващи промишления отрасъл.
- Аграрнии сгради – сгради на селското стопанство.
За всички видове сгради действат различни норми и правила за проектирането им от конструктивна гледна точка.
Съоръженията, които са обект на проектиране от конструктивното инженерство са:
- транспортни съоръжения: мостове, пътища, тунели;
- Инженерни съоръжения: Кули, Мачти, Комини, Водни Кули;
- Геотехнически съоръжения: Подпорни стени, Фундиране, Укрепване на свлачища.
Сградите и съоръженията от материално-конструктивна гледна точка се делят на:
- Стоманобетонни конструкции;
- Стоманени конструкции;
- Дървени и пластмасови конструкции;.

## Основните области на строителното инженерство
Основните области на строителното инженерство са:
- строителство на сгради
- строителство на промишлени съоръжения
- строителство на транспортни съоръжения
- пътно и железопътно строителство
- водоснабдяване и канализация
- хидротехническо строителство

### Строителство на сгради
Тук се отнасят:
- жилищни сгради
- промишлени сгради
- обществени сгради

### Промишлени съоръжения
В тази група спадат инженерните съоръжения като:
- черупки
- резервоари за питейни води или промишлени течности
- силози
- бункери
- водни кули
- високи комини
- радио-телевизионни кули

### Транспортни съоръжения
Транспортните съоръжения биват:
- стоманобетонни (масивни), стоманени, дървени, пластмасови и комбинирани мостове
- хидротехнически и транспортни тунели
- товарни и пътнически въжени линии (лифтове)
- пристанища

### Пътно и железопътно строителство
Включва:
- пътища
- железопътни линии
- пътни и железопътни възли
- летища (аеродрумове)

### Водоснабдяване и канализация
Включва:
- водоснабдителни мрежи и съоръжения, канализационни мрежи и съоръжения, водоснабдяване и канализация на сгради
- помпи и помпени станции, пречистване на питейни и отпадъчни води

### Хидромелиоративно строителство
- Напоителни канали
- Тунели за вода-напорни и безнапорни
- Корекции на реки
- Противоерозионни съоръжения
- Напоителни системи
- Отводнителни системи
- Помпени станции